# Kalimba Story
«Kalimba Story» es una canción interpretada por la banda estadounidense Earth, Wind & Fire. Fue lanzado en junio de 1974 como el segundo sencillo del quinto álbum de estudio de la banda, Open Our Eyes.

## Recepción de la crítica
Un escritor no especificado de la revista Cash Box declaró: “Una pista muy funky con potencial súper disco ya ha comenzado a atraer la atención en las listas de soul de todo el país. La canción se intensifica a medida que avanza, y eventualmente alcanza un punto álgido que lo llevará hasta casa. Earth, Wind & Fire ha llegado, y a lo grande”. Un escritor no especificado de Billboard comentó: “La excelente agregación de soul progresivo obtiene ese ritmo de baile complicado que hipnotiza detrás de una narrativa feliz sobre el significado que cobró vida cuando el protagonista descubrió un instrumento nativo africano, la kalimba. Idea de gancho inusual”.

## Lista de canciones
7-inch single – Columbia 4-46070
1. «Kalimba Story» (M. White, V. White) – 2:58
2. «Tee Nine Chee Bit» (M. White, C. Stepney, P. Bailey) – 4:20

## Posicionamiento
| Gráfica (1974)                              | Pico de posición |
| ------------------------------------------- | ---------------- |
| Canadá (RPM Top Singles)                    | 63               |
| Estados Unidos (Billboard Hot 100)          | 55               |
| Estados Unidos (Billboard Hot Soul Singles) | 6                |